# Mazkî, Prîlukî
Mazkî (în ucraineană Мазки) este localitatea de reședință a comunei Mazkî din raionul Prîlukî, regiunea Cernihiv, Ucraina.

## Demografie
Componența lingvistică a localității Mazkî
     Ucraineană (97,74%)
     Rusă (2,26%)
Conform recensământului din 2001, majoritatea populației localității Mazkî era vorbitoare de ucraineană (97,74%), existând în minoritate și vorbitori de rusă (2,26%).